# 田辺智加
田辺 智加（たなべ ちか、1983年10月18日 - ）は、日本のお笑いタレント。お笑いカルテットぼる塾のメンバー。

## 来歴

### 学生時代
田辺が中学校に入学して最初の中間試験の英語で百点を取った。中学三年間の試験で英語については九十点以下を取ったことがないという。英語に対する自信から、キャビンアテンダントや空港のグランドスタッフになることを志し、東京都内の高校から短期大学の英語科に進んだ。しかしそこで、筆記は得意だがコミュニケーションができないことに気がついた田辺は夢に対して冷めた。

### 短大卒業後
短大卒業後は27歳まで、短大在籍時にアルバイトをしていたオリエンタルランド（東京ディズニーリゾート）に勤務した。一方、雑誌の表紙に出演していた益若つばさを見て田辺次はギャルになりたいと思った。ギャルには元々興味があった一方、太った体型に自信がなかったと言うが、ダイエット成功し、27歳のときにギャルサーにも参加した。
ダイエット成功と同時に次は「渋谷109」の店員になりたいと思った。オリエンタルランドを退職したが、渋谷109のショップ店員になるには年齢制限があり、田辺夢は叶わなかった。
次は韓流（新大久保）にはまる。結局就職はせず、体型も戻ってしまう。貯金を切り崩し、家族から借金をするなどして生活した。そのような日々の中、韓国語の勉強を始める。英語の勉強での経験を活かして、会話することを重視した。

### お笑い世界への道筋
韓国語を勉強をしていた際、次は、友人から教えてもらった『薄桜鬼』にもはまる。アニメと同じ景色を見るために訪れた浅草で、ちょうど島田秀平がロケをしていた。手相を見てもらうと「人気者になるよ」と言われ、29歳でお笑いの吉本総合芸能学院（NSC）に入学した。これが芸能界に進んだきっかけである。

### 健康問題
2025年7月21日、「卵巣腫瘍の皮様嚢腫」と診断され入院して手術を受けていたことを公表。

## お笑い芸人として
お笑いNSC在籍中に酒寄希望と出会う。「まぁねー」は酒寄が生みの親であるという。2人でのネタ作り中に、田辺が「人って褒められたらなんて言うんだろう」と考えていると、酒寄が「“まぁね”じゃない？」と答えた。田辺はこれに衝撃を受けたと言っている。また、自身について元々は「私なんて」と考えてしまうタイプだったが、「まぁねー」を使ううちに気持ちがついてきたと述べている。また同様に、ブスと言われたときに返す「はいでたー、好きな子いじめるタイプ」という言葉も、酒寄に相談して生まれたものだという。

## スイーツや推し活
甘いスイーツ好きとして知られ、『あんた、食べてみな！ ぼる塾 田辺のスイーツ天国』を記している。幼少期の頃から甘い物をよく食べていたが、田村亮（ロンドンブーツ1号2号）より「いつか仕事につながるから、メモはとっておいたほうがいいよ」というアドバイスを受けていたことを明らかにしている。
また、『名探偵コナン』や亀梨和也の大ファンとしても有名である。

## 出演

### テレビ
レギュラー番組
- 沼る女の収支報告（テレビ朝日、2024年5月2日 - 5月30日） - MC

### アニメ
- パンの赤ちゃん（YouTube・X、2024年12月6日） - ドーナツの⾚ちゃん 役[9]

## 書籍
- 田辺智加『あんた、食べてみな！ ぼる塾 田辺のスイーツ天国』マガジンハウス、2021年10月18日。ISBN 978-4-8387-3185-5。